# Трач Надія Степанівна
Трач Надія Степанівна (нар. 12 травня 1982, с. Задністрянське Галицького району Івано-Франківської області Україна) — український філолог, учениця Лариси Масенко.

## Освіта і професійна діяльність
2003 Диплом бакалавра філології з відзнакою, Національний університет «Києво-Могилянська академія».
2005 Диплом магістра філології (теорія, історія літератури та компаративістика) і викладача вищої школи, Національний університет «Києво-Могилянська академія».
2008 Аспірантура кафедри української мови Національного університету «Києво-Могилянська академія».
2009 Кандидат філологічних наук, дисертація на тему «Українська правнича термінологія у ХХ ст.» захищена в Чернівецькому національному університеті імені Юрія Федьковича 26 червня 2009 року.

### Нагороди/Стипендії/Міжнародний науковий досвід
2005, Грант від фундації Євгена Чикаленка для роботи над дослідженням «Історія української правничої термінології у ХХ ст.», проект «Україна чи Малоросія».
Липень 2006, Варшавський університет, м. Варшава, Польща, стипендія, праця над кандидатським дослідженням.
Квітень 2007, Варшавський університет, м. Варшава, Польща, Міжнародна школа з питань мовних контактів.
Червень 2007, Ольденбурзький університет, м. Ольденбург, Німеччина, міжнародна конференція «Суржик, трасянка і російська мова».
Жовтень 2007, Віденський університет, м. Відень, Австрія, семінар «Мовна політика в Україні».
Березень 2008, Варшавський університет, м. Варшава, Польща, Міжнародна школа з питань мовних контактів (методологія досліджень).
2006—2008, міжнародний проект INTAS 05-100000 6-830 «Мовна політика в Україні: антропологічні, лінгвістичні та подальші перспективи».
2010 — Почесний диплом Міністерства освіти та науки України за особистий внесок у викладання української мови та активну участь в організації та проведенні Х Міжнародного конкурсу з української мови ім. Петра Яцика.
Червень 2011 — Бергенський університет, м. Берген, Норвегія, Міжнародна дослідницька школа «Норми, цінності, культури і мови».
Вересень — грудень 2011 — Carnegie Fellowship, США, Університет штату Вашингтон, м. Сієтл, гостьовий науковець, робота над проектом «Мовна політика в сучасній Україні». У межах цього стажування слухала курси для аспірантів та молодих викладачів — курс професора Клауса Брандля «Методика викладання іноземних мов» та курс професора Лади Біланюк «Лінгвістична антропологія».
Червень 2012 — Римський університет, Рим, Італія, міжнародна конференція «20 років Незалежності України: здобутки, досягнення, виклики».
Листопад 2012 — Варшавський університет, м. Варшава, Польща, міжнародна конференція «Регіони пам'яті. Порівняльна перспектива Східної Європи».

### Наукові зацікавлення
Теорія і практика термінології, юридична термінологія, мовна політика, соціолінгвістика, методика викладання української як іноземної, науковий стиль української мови, мова мас-медіа.

## Наукові публікації
1. Трач Н. Без права на правничу лінгвістику (до 80-річчя «Російсько-українського словника правничої термінології» за ред. А.Кримського) // Урок української. — 2006. — № 1-2. — С. 12-14.
2. Трач Н. Внесок української діаспори в процес розбудови української правничої термінології // Збірник тез конференції «Діаспора як чинник утвердження держави Україна в міжнародній спільноті». — Львів, 2006. — C. 306—309.
3. Трач Н. З історії української правничої термінології: 20-30-ті роки ХХ століття // Наукові записки НаУКМА. Філологічні науки. T. 60. — С. 49-57.
4. Трач Н. Лінгвістична антропологія та юридична лінгвістика: на перетині гуманітарних та соціальних наук // Антропологія права: філософський та юридичний виміри. — Львів, 2007. — С. 266—271.
5. Трач Н. Мовна політика та мовна ситуація у сфері судочинства та діловодства в Україні // Мовна політика та мовна ситуація в Україні. Аналіз і рекомендації / за ред. Ю. Бестерс-Дільґер — К.: Видавничий дім «Києво-Могилянська академія», 2008. — С. 278—316.
6. Трач Н. Ратифікація чи русифікація? (Європейська хартія: нюанси термінології) // Урок української. — 2006. — № 7. — С. 51-52.
7. Трач Н. Словники галицької правничої термінології ІІ половини ХІХ — початку ХХ століття // Українське мовознавство. Міжвідомчий науковий збірник. Вип. 38. — С. 248—251.
8. Трач Н. Термінологія сучасного законодавства України (лексичний аспект) // Наукові записки НаУКМА. — Гуманітарні науки. — Т. 22. — С. 23-27.
9. Трач Н. Українська правнича термінологія в період русифікації (30-80-ті роки ХХ століття) // Наукові записки НаУКМА. — Філологічні науки. — T. — 85. — С. 21-27.
10. Trach N. (2008) «Language Policy and Language Situation in the Sphere of Legal Proceedings and Office Administration in Ukraine» / In Besters-Dilger, Juliane (ed.) Language Policy and Language Situation in Ukraine. Analysis and Recommendations. Frankfurt/Main: Publisher Peter Lang, pp. 287—326.
11. Трач Н. Українська правнича термінологія у ХХ ст. Автореф.. дис… канд… філ.. наук. — Чернівці, 2009 — 20 с.
12. Шевчук Г., Трач Н. Мовна політика після Помаранчевої революції // Магістеріум. Мовознавчі студії / Нац. ун-т «Києво-Могилянська академія», Магістерські програми. — К. : [Пульсари], 2009. — Вип. 37. — С. 97-104.
13. Трач Н. Сучасна українська преса як джерело поповнення жаргонної лексики // Мова і суспільство. Вип. 1. — Львів: Львівський національний університет імені Івана Франка, 2010. — С. 158—164.
14. Trach N. «Language Policy in Contemporary Ukraine: National Identity vs Multilingualism» / In Jolan Roka (ed.) Globalisation, Europenization and Other Transnational Phenomena. Description, Analyses and Generalizations. Budapest, Budapest College of Communication and Business, 2011, pp. 454—470.
15. Трач Н. Національна ідентичність як основа для ефективної мовної політики // Мова і суспільство. — Вип. 3. — Львів: Львівський національний університет імені Івана Франка, 2012. — С. 188—195.
16. Трач Н. Перспективи юридичної термінографії в Україні // Студії з україністики. — Вип. ХІІ. — К. : Міжнародна школа україністики НАН України, 2012. — С. 299—306.
17. Трач Н. Життєвий і творчий шлях Лариси Масенко // Лариса Терентіївна Масенко. Бібліографічний покажчик. — К. : Видавничий дім «Києво-Могилянська академія», 2012. — С. 79-86.
18. Трач Н. Розвиток української правничої термінології у Галичині (на прикладі лексикографії) // Київські полоністичні студії. -Т. 22. — К. : Національний університет імені Тараса Шевченка, 2013. — С. 480—485.
19. Трач Н. Розвиток правничої термінології у Галичині (за матеріалами публікацій Наукового товариства імені Тараса Шевченка) // Магістеріум. Мовознавчі студії / Нац. ун-т «Києво-Могилянська академія», Магістерські програми. — К. : [НаУКМА], 2013. — Вип. 50. — С. 90-95.
20. Трач Н. Використання методу драматизації у викладанні української мови як іноземної (на прикладі комунікативної теми «Подорожі») // Наукові записки. Серія філологічна. — Вип.37. — Острог, 2013. — с. 287—291.
21. Трач Н. Разом-сила: риторика українського спротиву. Соціолінгвістичні есеї.